# Открытый чемпионат Кордовы по теннису
Открытый чемпионат Кордобы по теннису среди мужчин (англ. ATP Córdoba Open) — мужской международный профессиональный теннисный турнир, проходящий в Кордове (Аргентина) на открытых грунтовых кортах. Турнир относится к категории ATP 250 с призовым фондом в размере около 640 тысяч долларов и турнирной сеткой, рассчитанной на 28 участников в одиночном разряде и 16 пар.

## Общая информация
Турнир появился в календаре ATP Тура в 2019 году. В календаре он занял место в февральской южноамериканской части сезона, проводящейся на открытом воздухе на грунте.
Проводится на стадионе имени Марио Кемпеса.
Первым теннисистом, кому удалось выиграть турнир несколько раз, стал аргентинец Андрес Мольтени, который брал титулы в парном разряде в 2019, 2022, 2023 и 2024 годах (дважды в паре с Максимо Гонсалесом).
В 2024 году в третий раз в истории турниров ATP-тура оба теннисиста, сыгравшие в финале в одиночном разряде (Лучано Дардери и Факундо Багнис), попали на турнир через квалификацию.

## Финалы турнира
| Год  | Победитель             | Финалист         | Счёт        |
| ---- | ---------------------- | ---------------- | ----------- |
| 2024 | Лучано Дардери         | Факундо Багнис   | 6-1 6-4     |
| 2023 | Себастьян Баэс         | Федерико Кориа   | 6-1 3-6 6-3 |
| 2022 | Альберт Рамос          | Алехандро Табило | 4-6 6-3 6-4 |
| 2021 | Хуан Мануэль Серундоло | Альберт Рамос    | 6-0 2-6 6-2 |
| 2020 | Кристиан Гарин         | Диего Шварцман   | 2-6 6-4 6-0 |
| 2019 | Хуан Игнасио Лондеро   | Гидо Пелья       | 3-6 7-5 6-1 |

| Год  | Победители                               | Финалисты                               | Счёт       |
| ---- | ---------------------------------------- | --------------------------------------- | ---------- |
| 2024 | Максимо Гонсалес (2) Андрес Мольтени (4) | Садио Думбия Фабьен Ребуль              | 6-4 6-1    |
| 2023 | Максимо Гонсалес Андрес Мольтени (3)     | Садио Думбия Фабьен Ребуль              | 6-4 6-4    |
| 2022 | Сантьяго Гонсалес Андрес Мольтени (2)    | Тристан-Самуэль Вайссборн Андрей Мартин | 7-5 6-3    |
| 2021 | Рафаэл Матос Фелипе Мелигени Алвес       | Ромен Арнеодо Бенуа Пер                 | 6-4 6-1    |
| 2020 | Марсело Демолинер Матве Мидделкоп        | Леонардо Майер Андрес Мольтени          | 6-3 7-6(4) |
| 2019 | Роман Ебавый Андрес Мольтени             | Максимо Гонсалес Орасио Себальос        | 6-4 7-6(4) |